# Stig Gabrielson
Stig Anders William Gabrielsson, född 13 maj 1920 i Fridlevstad i Blekinge, död 24 mars 1977 i Stockholm, var en svensk sångare, musiker (saxofon och klarinett), samt  sångtextförfattare. 
Stig Gabrielson började spela blåsinstrument i skolorkestern i Karlskrona, men vid mitten av 1930-talet flyttade familjen till Stockholm. Där studerade han måleri på Tekniska skolan, samt studerade även för konstnären Gunnar Torhamn och hjälpte till att dekorera bland annat Hagalunds kyrka och Blidö kyrka.  
Intresset för musiken förstärktes alltmer, och hösten 1938 åkte han på turné med Cubaneraorkestern. Sedan följde flera engagemang med bland andra Arne Hülphers, "Vårat gäng", Gösta Jonsson, Sune Lundwall, Andrew Walter och Leif Kronlund. I Thore Ehrlings orkester var han en populär saxofonist och vokalist under åren 1945–1951. Han spelade därefter ett antal år på Svenska Amerikalinjens kryssningar innan han 1961 tvingades sluta som musiker på grund av sjukdom. Han var sedan anställd på Thore Ehrlings musikförlag, och tog endast tillfälliga spelningar. Gabrielsson är begravd på Galärvarvskyrkogården i Stockholm.

## Filmografi
- 1956 – Nattbarn – sångaren